# Camporaghena
Camporaghena (Camporànga nel dialetto locale) è una frazione del comune di Comano, nella provincia di Massa-Carrara, in Toscana.

## Geografia fisica
Il borgo è situato in Lunigiana, nell'alta vallata del torrente Taverone, sulle pendici del complesso montuoso omonimo (Groppi, o Alpe, di Camporaghena, in dialetto Gropi d'Camporànga), che unisce il Monte Alto (1.904 m) a Punta Buftanaro (1.878 m). Camporaghena è situata 6 km ad est di Comano.
Dal 2010 Camporaghena è ufficialmente parte del Parco Nazionale dell'Appennino Tosco-Emiliano.

## Storia
Camporaghena è citata nella Curia de' Ribelli e De' Banditi, conservata presso l'Archivio di Stato di Lucca. In uno dei registri si legge che l'11 giugno 1299 i signori di Dallo (l'odierna Dalli, frazione del comune di Sillano Giuncugnano) cedono ai rappresentanti del Comune di Lucca il possesso dei castelli di Camporaghena, Torsana, Verrucola Bosi, Montale e Montefiore.
Camporaghena è poi citata negli atti del sinodo della Diocesi di Luni-Sarzana degli anni 1470-1471. Gli atti sono accompagnati da un estimo delle chiese della diocesi in cui si legge che la cappella di Camporaghena e Torsana dipendeva dalla pieve di Crespiano.
Il 4 luglio 1944, nel corso di un rastrellamento parte della cosiddetta Operazione Wallenstein, i nazi-fascisti uccisero quattro persone tra cui il parroco Lino Baldini, che si rifiutò di collaborare con l'operazione. Don Lino, Battista Bertocchi, Ermenegildo Bertocchi, ed Ermenegildo Giannarelli (tre civili del vicino paese di Sassalbo), furono fucilati sul sagrato della chiesa.

## Monumenti e luoghi d'interesse
- Chiesa di San Pietro, su Le chiese delle diocesi italiane, Conferenza Episcopale Italiana.